# 10715 Nagler
10715 Nagler è un asteroide della fascia principale. Scoperto nel 1983, presenta un'orbita caratterizzata da un semiasse maggiore pari a 2,6331698 UA e da un'eccentricità di 0,2728300, inclinata di 17,64594° rispetto all'eclittica.